# Сахелантроп
Сахелантроп (лат. Sahelanthropus) — род гоминидов, представители которого жили в позднем миоцене. В роде выделяют один вид — сахелантроп чадский (Sahelanthropus tchadensis). Описан по находкам, сделанным на северо-западе республики Чад (пустыня Дьюраб, Торос-Менелла) в 2001 году: черепу Тумай и фрагментам ещё нескольких особей.
По классификации первооткрывателей является самым древним из известных представителем трибы гоминини. Это оспаривается другими исследователями, анализировавшими др. подобные останки.

## Ископаемые останки

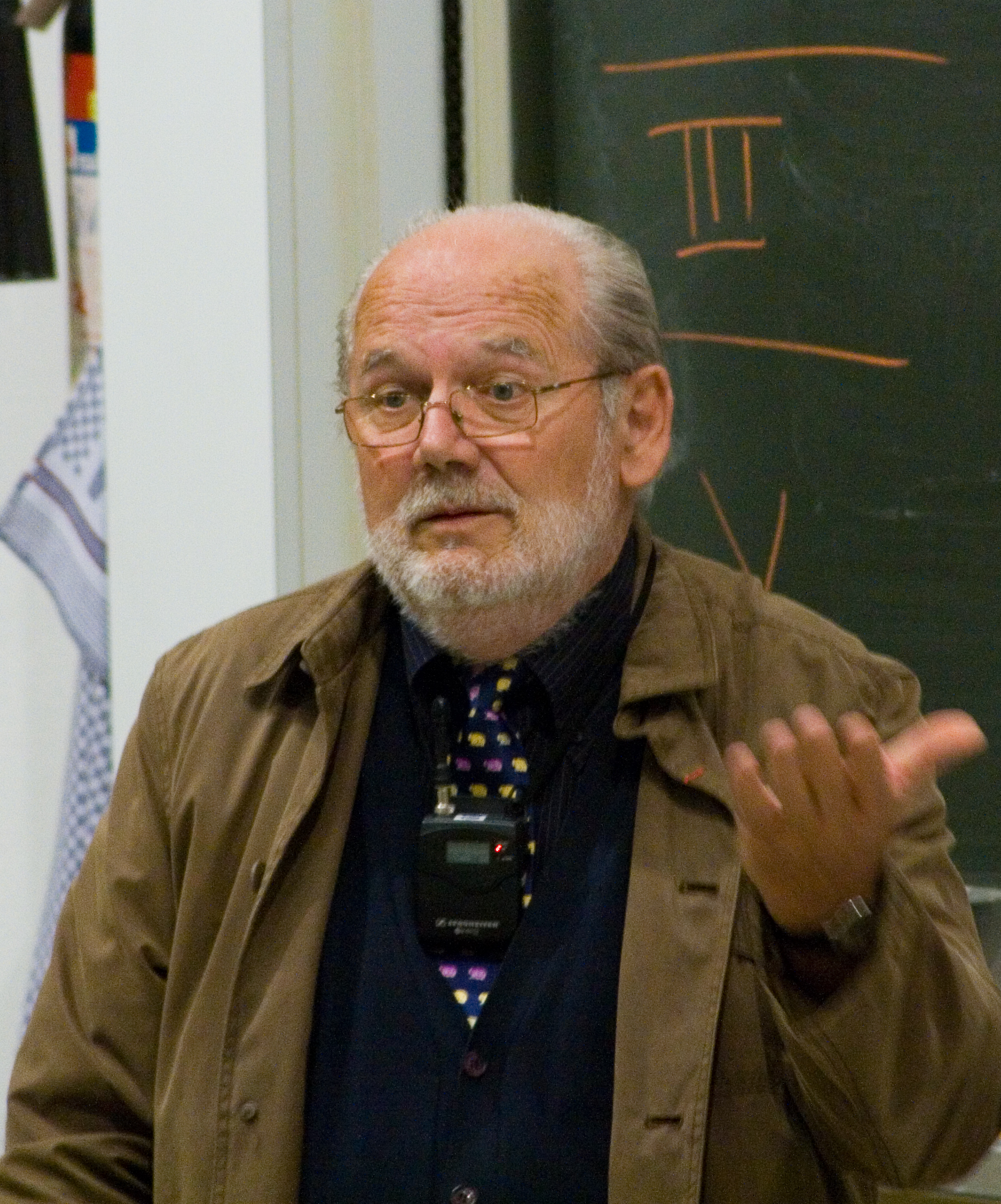
Мишель Брюне — руководитель группы антропологов, нашедших остатки сахелантропа

Окаменелые останки сахелантропа были найдены в пустыне Чада 16°14′30″ с. ш. 17°28′30″ в. д. — 16°15′30″ с. ш. 17°30′00″ в. д. франко-чадской экспедицией в 2001—2002 годах. Они находились в составе трёх разных групп и принадлежат шести особям. Останки состоят из небольшого черепа, пяти кусков нижней челюсти, и нескольких зубов. Череп получил название Тумай — имя, которое в пустыне Дьюраб дают детям, родившимся перед сезоном засухи, на местном чадском наречии означает «надежда на жизнь». В последующие годы были обнаружены и описаны фрагменты нижней челюсти и зубы нескольких особей.
Анализ окаменелостей, собранных вместе с сахелантропом, позволяет утверждать, что исследованный участок представлял собой берег большого озера, вокруг которого лежала саванна, переходящая в песчаную пустыню.
Несмотря на то, что сахелантроп обнаружен далеко от районов, с которыми обычно связывают эволюцию ранних гоминин, открытие не уникально. В 1993 году те же исследователи нашли в Чаде челюсть Australopithecus bahrelghazali.

## Описание

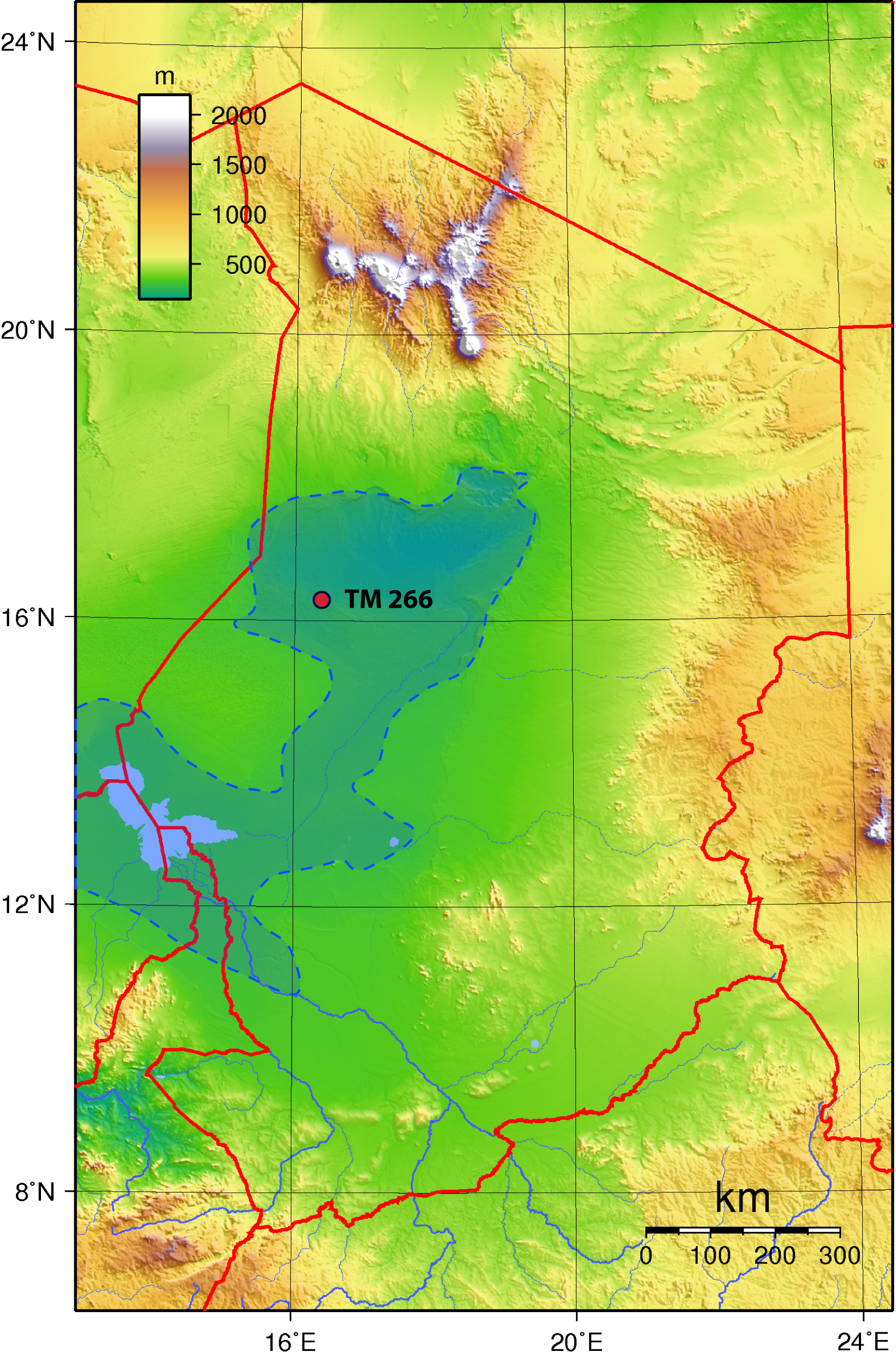
Место находки на карте Чада

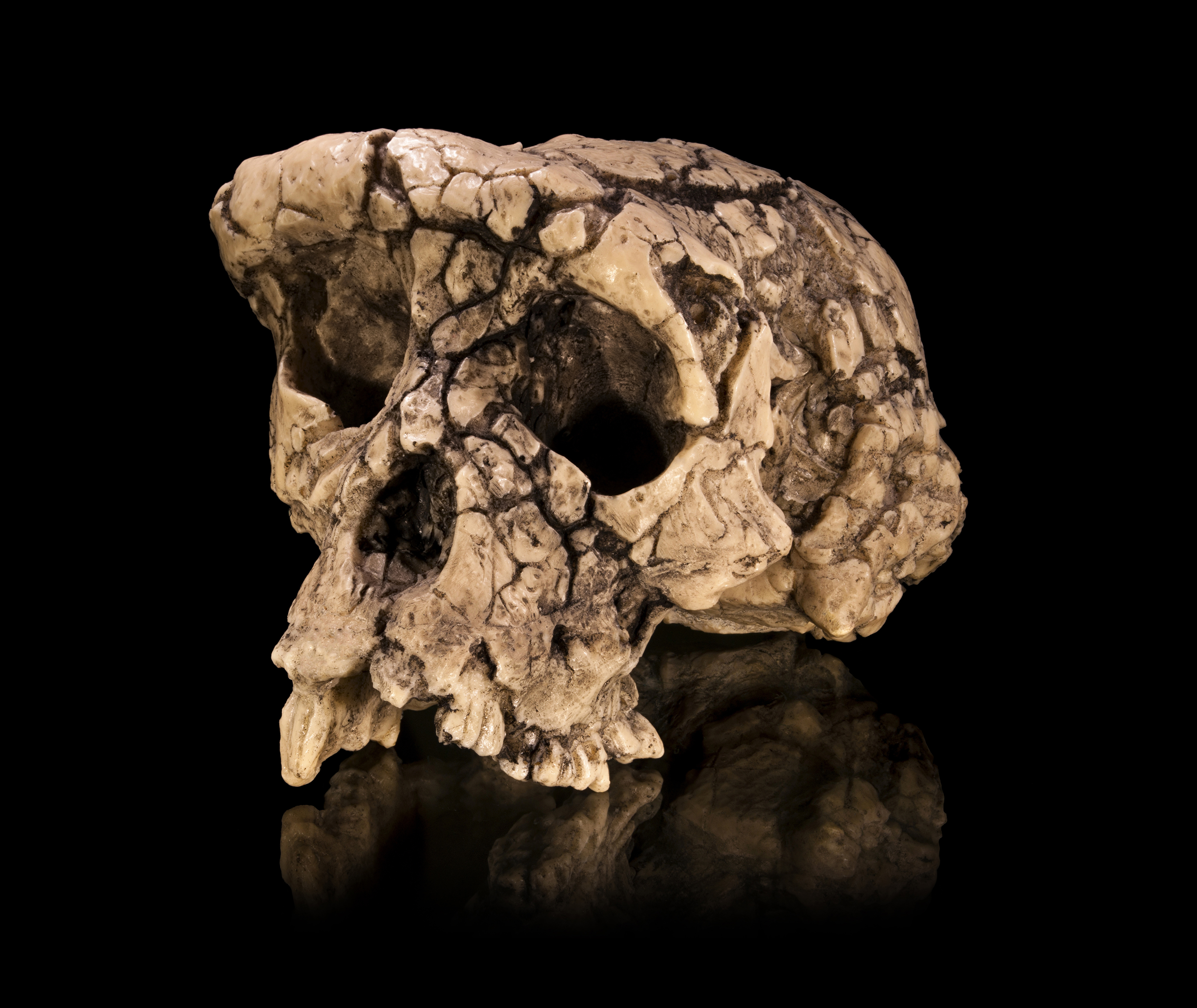
Череп Тумай

В июле 2002 года международная команда из 38 учёных на основе найденного материала описала новый род и вид гоминидов Sahelanthropus tchadensis.
Объём головного мозга сахелантропа составлял около 340—360 см³, что приблизительно соответствует объёму мозга шимпанзе и в 4 раза меньше, чем у человека. Черепная коробка удлинена, что характерно в большей мере для обезьян. Затылок значительно уплощён по сравнению с шимпанзе. Затылочные мыщелки имеют небольшой размер. Надбровные дуги формируют толстый, непрерывный надбровный валик. Как у шимпанзе, австралопитеков и ардипитека, каменистая часть височной кости ориентирована под углом ≈60° к линии соединения отверстий сонной артерии. У представителей рода Homo этот показатель составляет 45°.
Лицевая часть черепа совмещает как весьма примитивные, так и относительно продвинутые черты (в частности, слабый подносовой прогнатизм, достаточно слабые клыки). Зубы сахелантропа похожи на зубы прочих человекообразных обезьян миоцена и заметно отличаются от зубов других древнейших гоминидов. В отличие от представителей рода Homo сахелантроп обладал большим центральным резцом в верхней челюсти и клыками, несходными по форме с резцами. Толщина эмали щёчных зубов промежуточна между шимпанзе и австралопитеками. Как у прочих гоминини диастема отсутствовала.
Подобная мозаика признаков свидетельствует о том, что сахелантроп стоял на самых ранних этапах эволюции человеческой родословной или принадлежал к близкородственной параллельной линии.

## Полемика вокруг бедренной кости Тумая
Спустя пятнадцать лет после открытия ископаемых останков, профессор Университета Пуатье и Музея естественной истории Парижа антрополог Роберто Маккьярелли заявил, что подозревает Мишеля Брюне и его лабораторию в Пуатье в блокировании информации о бедре потенциального примата, найденного рядом с черепом. Од Бержере и антрополог Роберто Маккьярелли из Университета Пуатье и Музея естественной истории Парижа предоставили свой неопубликованный текст редакции журнала Nature, но журнал материал не опубликовал. Известно, что предполагаемая кость сахелантропа сильно отличается от бедренной кости оррорина. Предполагаемый мотив для этого сокрытия информации заключается в том, что морфология бедренной кости может поставить под сомнение двуногость (бипедализм) Тумая (Toumaï). От бедренной кости сохранилась центральная трубчатая часть — диафиз без концов, погрызенных, предположительно, дикобразом. В нижней части диафиз кости сжат в передне-заднем направлении, как у шимпанзе. При этом угол шейки к диафизу намного больше, чем у обезьян и орроринов, скорее как у современных людей.
В 2022 году в Nature вышла статья с описанием одной левой бедренной кости и двух (правой и левой) локтевых костей. Морфология бедренной кости предполагает, что существо было двуногим, а локтевые кости сохраняют признаки существенного древесного поведения. Взятые вместе, эти находки предполагают, что гоминины уже были двуногими около 7 млн л. н., но также предполагают, что лазание по деревьям, вероятно, было значительной частью их локомоторного репертуара. Таким образом, две команды, которые собрали данные по бедренной кости, полностью расходятся во мнениях относительно бипедальности этого существа. Исследовав локтевые кости сахалантропа, Hispanopithecus, Danuvius, 17 ископаемых образцов гомининов, современных обезьян и людей, учёные обнаружили, что изученная локтевая кость экземпляра Sahelanthropus tchadensis попадает в морфопространство ходьбы на костяшках пальцев.

## Прямохождение
Вопрос о том, являлся ли сахелантроп прямоходящим существом, остаётся дискуссионным. Защитники этой версии видят доказательство прямохождения сахелантропа в срединном положении затылочного отверстия.
Милфорд Волпофф указывает на плоскую поверхность в задней части черепа Тумай, на которой крепились мускулы шеи, обращая внимание, что плоскость расположена под острым углом, а это означает, что мышцы шли вдоль спины существа, которое, следовательно, было четвероногим. Мишель Брюне возражает, что уплощение задней части черепа может быть следствием посмертной деформации.

## Место в эволюции
Ключевым вопросом в исследовании сахелантропа остаётся его эволюционное положение. Проведённый первооткрывателями филогенетический анализ показал, что сахелантроп принадлежит к человеческой родословной и является самым примитивным представителем гоминини. Однако фрагментарность экземпляров и дефицит таксонов для сравнения оставляют возможность, что анатомические черты, позволяющие говорить о принадлежности сахелантропа к гоминини, являются результатом конвергентной эволюции. В этом случае сахелантроп не принадлежит к гоминини и является представителем неизвестной параллельной линии эволюции человекообразных обезьян. Если сахелантроп не является гоминини, то любые реконструкции человеческой родословной на основе изучения его останков будут заведомо ошибочными.
Реконструкцию антропогенеза, по которой сахелантроп не принадлежит к человеческой родословной, отстаивают первооткрыватели оррорина. Однако они склонны считать сахелантропа представителем не ранее неизвестной ветви эволюции гоминидов, а связывают его родством с гориллами. По их мнению, Тумай был самкой прото-гориллы. Антрополог М. Х. Вольпофф из университета Мичиган в Анн-Арборе и его коллеги утверждают, что череп Тумая больше похож на череп доисторической гориллы, угол наклона плоскости на затылке Тумая, где к черепу обычно прикрепляются мышцы шеи, свидетельствует о том, что речь может идти только о четвероногом животном, а такие зубы могли быть у самки обезьяны.
Неожиданным для исследователей стало место обнаружения предполагаемого наиболее примитивного и наиболее древнего представителя человеческой родословной. Сахелантроп был найден в отдалении на 2500 км от рифтовой долины, с которой связывают начальные этапы эволюции человеческой ветви гоминини. Это противоречит гипотезам о том, что раскол эволюционных ветвей человека и других гоминидов спровоцировало изменение климата в Восточной Африке, вызванное изоляцией региона.
Определение места сахелантропа в эволюции осложняется отсутствием надёжной датировки его экземпляров. В первичном описании исследователи на основе биостратиграфии дали экспериментальную оценку в 6—7 млн лет. Позднее породы, в которых обнаружили останки, были датированы с помощью радиометрических методов. Однако не известно, сформировались ли окаменелости в этих породах или происходят из других отложений. Таким образом, точный возраст сахелантропа на данный момент не может быть установлен.
В новой классификации сахелантропа предлагается отнести к виду Ardipithecus ramidus как подвид Ardipithecus ramidus tchadensis.